# (2478) Tokai
(2478) Tokai es un asteroide perteneciente al cinturón de asteroides, descubierto el 4 de mayo de 1981 por Toshimasa Furuta desde Tōkai, Japón.

## Designación y nombre
Designado provisionalmente como 1981 JC. Fue nombrado Tokai en homenaje a Tōkai ciudad japonesa desde la que se descubrió.